# Trochoideus globulicornis
Trochoideus globulicornis is een keversoort uit de familie zwamkevers (Endomychidae). De wetenschappelijke naam van de soort werd in 1996 gepubliceerd door Joly & Bordon.